# 高橋一彰
高橋 一彰（たかはし かずあき、1968年1月31日 - ）は、日本のラグビー指導者。現在ジャパンラグビーリーグワントヨタヴェルブリッツのアドバイザーを務めている。

## プロフィール
- 大阪府出身。
- 現役時代のポジションはプロップ(PR)。
- 日本代表通算キャップ数は22でラグビーワールドカップ1991・ラグビーワールドカップ1995の日本代表に選ばれた[1]。

## 略歴
啓光学園高校、大阪体育大学 を経て、1991年、トヨタ自動車(現・トヨタヴェルブリッツ)に加入。なお大阪体育大学時代、主将を務めた。
1990年3月4日に行われたフィジー戦で日本代表初キャップを獲得した。
現役を引退後、トヨタ自動車の監督を務めた。